# Johann Ernst Reichsgraf von Thun
Johann Ernst Reichsgraf von Thun (ur. 3 czerwca 1643 w Pradze, zm. 20 kwietnia 1709 w Salzburgu) – austriacki duchowny rzymskokatolicki, w latach 1687–1709 książę arcybiskup metropolia Salzburga.

## Życiorys
Urodził się 3 czerwca 1643 w Pradze, był członkiem rodziny szlacheckiej Thun und Hohenstein, podniesionej do rangi hrabiów cesarstwa w 1629. Jego starszym przyrodnim bratem był Guidobald. Po święceniach kapłańskich w roku 1677 został mianowany biskupem Seckau, sakrę otrzymał w 1680 z rąk Maximiliana Gandolfa von Kuenburga. 30 czerwca 1687 został mianowany arcybiskupem Salzburga, papież zatwierdził ten wybór 24 listopada tego samego roku.
Thun został zapamiętany przez historię jako patron Johanna Bernharda Fischera von Erlacha, jednego z najwybitniejszych architektów baroku. Jednak przez całe swoje panowanie wykazywał wyraźną niechęć do włoskich projektantów, których w tamtych czasach naśladowało wielu niemieckich monarchów. Po przystąpieniu zatrzymał prace nad kościołem zbudowanym dla włoskiego zakonu Teatynów i odmówił zapłaty włoskim rzemieślnikom, co doprowadziło do długotrwałego sporu sądowego.
Arcybiskup von Thun zmarł 20 kwietnia 1709 został pochowany w katedrze w Salzburgu. Swoją wolą oddał swój mózg do kaplicy uniwersyteckiej, jego wnętrzności zdeponowano w przyszpitalnym kościele, a serce pochowało w jego ulubionym Kościele Świętej Trójcy.